# Mirosław Ferić
Mirosław Ferić o Ferič (Travnik, Imperi Austrohongarès, 17 de juny de 1915 – 14 de febrer de 1942) va ser un pilot de caça polonès, as de l'aviació durant la Segona Guerra Mundial.

## Biografia
Ferić va néixer a Travnik (actual Bòsnia i Hercegovina), el seu pare era croata (i morí durant la I Guerra Mundial) i la seva mare era polonesa. El 1919 la seva família es traslladà a Polònia. El 1938 es graduà com a cadet a l'escola de vol de Dęblin com a pilot de caça, servint a la  escadre No. 111 amb rang de podporucznik pilot.
Durant la campanya de Polònia el 1939 serví amb la Escadre No. 111, assignada a la Brigada de Persecució (Brygada Poscigowa) i defensà la zona de Varsòvia. El 3 de setembre el seu PZL P.11c va ser danyat en combat però va aconseguir saltar. Durant la campanya va abatre un Hs 126 el 8 de setembre i compartí una victòria (altres fonts li donen un Bf 110).
El 17 de setembre, juntament amb altres pilots, van ser evacuats Romania. Allà van ser internats, però fugí i viatjaren a França per mar. Després d'entrenar amb avions francesos, va ser destinat a un grup comandat per Kazimierz Kuzian, volant caces Morane MS-406, destinat a la zona de Nantes; però no arribà a entrar en combat i, després de la caiguda de França, Ferić va ser evacuat al juny de 1940 al Regne Unit.
Després d'un entrenament avançat a un RAF OTU, va ser destinat al 303è Esquadró Polonès de Caces, estacionat a RAF Northolt i volant amb Hawker Hurricanes, entrant en servei a la batalla d'Anglaterra el 31 d'agost de 1940. El primer dia de combat va abatre un Messerschmitt Bf 109; el 2 de setembre probablement va abatre un altre, però el seu avió va ser malmès i va haver de fer un aterratge forçós. El 6 de setembre va abatre un altre Bf 109 i, el 15 de setembre un Bf 109 i un Bf 110. El 27 de setembre va abatre un nou Bf 109 i un Heinkel He 111, i el 5 d'octubre un nou Bf 109.
Després d'un temps de descans l'esquadró tornà al combat el gener de 1941, volant Supermarine Spitfires en missions sobre França. El 22 de juny, durant una escorta de bombardeig, va abatre un Bf 109 i el 27 de juny va danyar un altre. A l'octubre va ser enviat 6 mesos de descans a una Unitat Operativa de Descans com a instructor, però després de 3 mesos es presentà voluntari per tornar a una posició de combat.
Ferić tornà al 303 Esquadró el gener de 1942. El 14 de febrer va morir a RAF Northolt després que el seu Spitfire s'espatllés a 3.000 peus (910 metres) i les forces G li van impedir saltar.
Mirosław Ferić ocupa l'onzena posició entre els asos de l'aviació polonesos amb 8 i 2/3 victòries confirmades i una probable. Des de setembre de 1939 va portar un diari personal que esdevindria la història del 303 Esquadró.